# 清音站

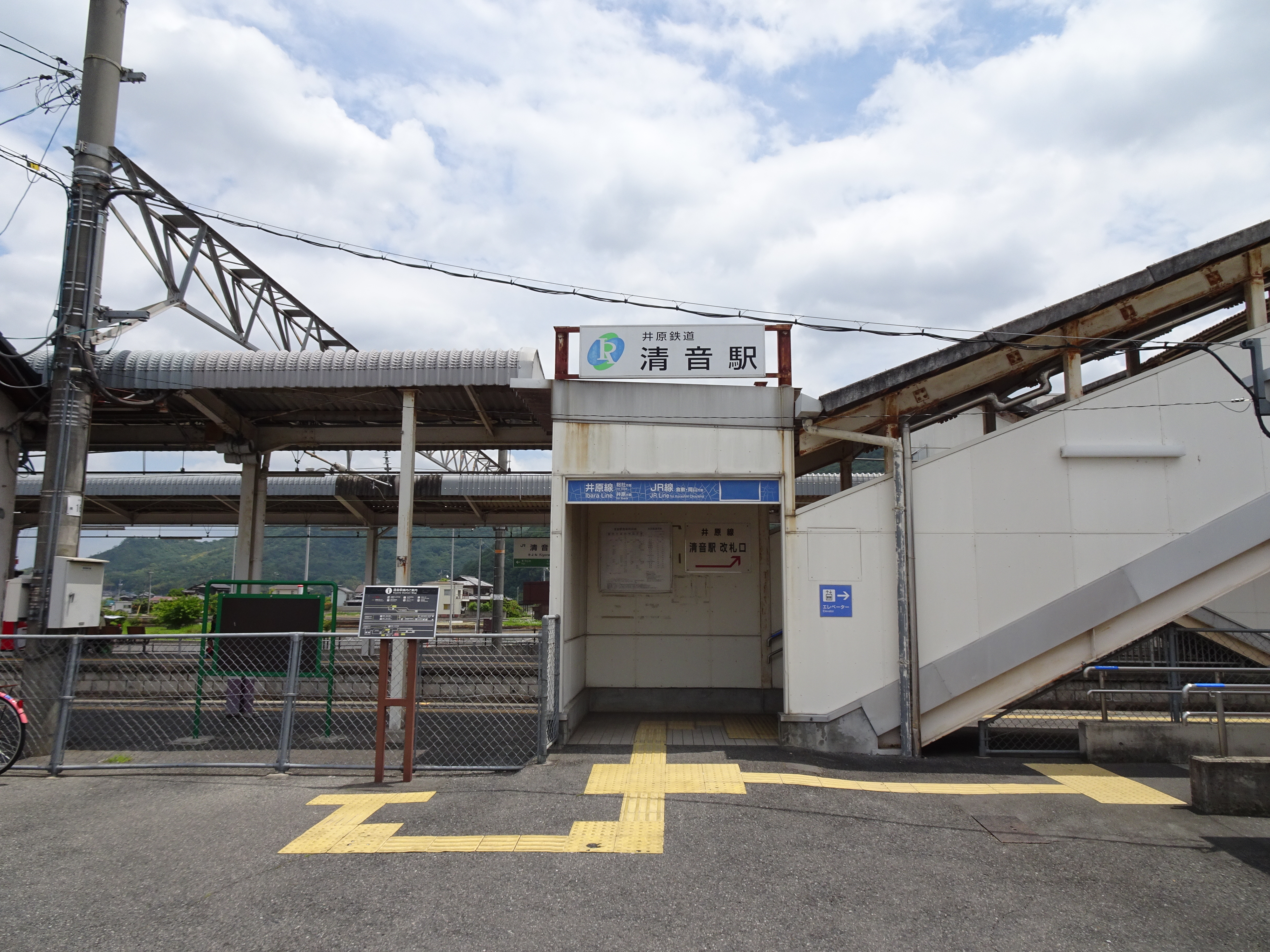
井原線的車站入口（2023年5月）

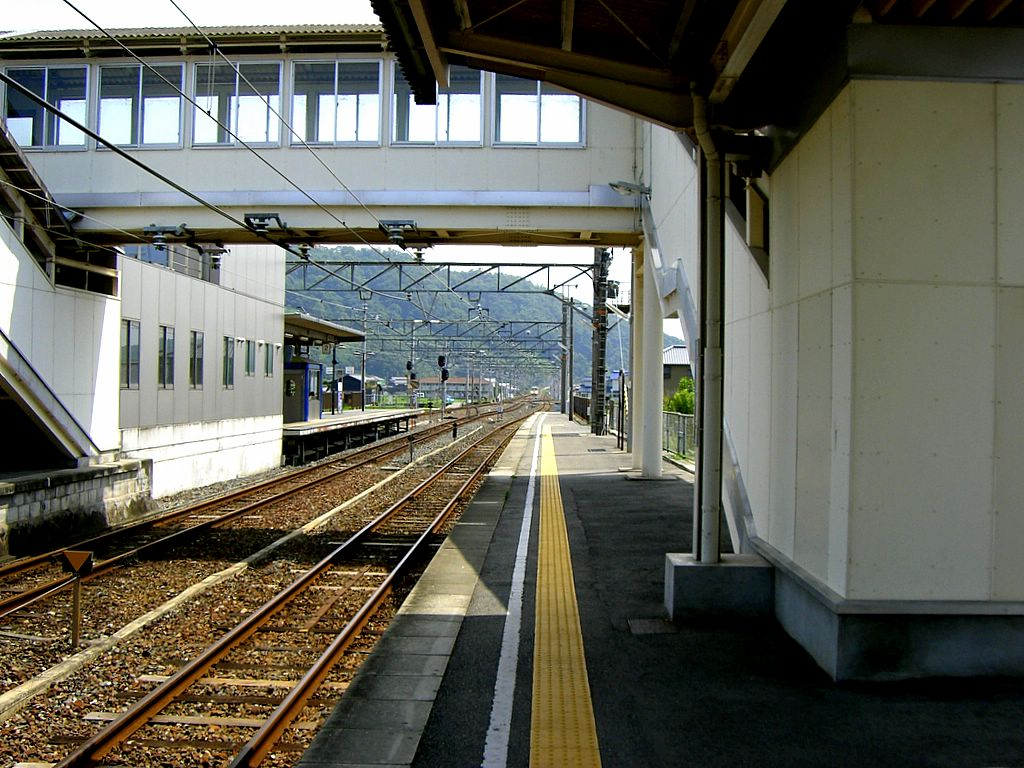
月台（2006年7月）

清音站（日语：／ Kiyone eki */?）是屬於西日本旅客鐵道（JR西日本）和井原鐵道的車站，位於岡山縣總社市清音上中島。車站編號為「JR-V06」（伯備線）。

## 停靠路線
此站為JR西日本伯備線和井原鐵道井原線的轉乘車站。兩線在此站至總社站之間使用同一路軌，為重複區間（不同公司使用相同路軌）。

## 歷史
- 1925年（大正14年）2月17日 - 國有鐵道伯備南線倉敷站至宍粟站（現時為豪溪站）之間開業，此站啟用。
  - 當時車站地址為岡山縣都窪郡清音村（日语：清音村）上中島。
- 1928年（昭和3年）10月25日 - 伯備南線成為伯備線一部分。
- 1987年（昭和62年）4月1日 - 伴隨國鐵分割民營化，車站由西日本旅客鐵道（JR西日本）營運。
- 1992年（平成4年）11月1日 - 綠色窗口開始營業[2]
- 1999年（平成11年）1月11日 - 井原鐵道井原線總社站至此站至神邊站之間開業[1]。
- 2005年（平成17年）3月22日 - 隨著總社市（第二次）成立，車站地址為岡山縣總社市清音上中島。
- 2007年（平成19年）
  - 6月27日 - JR（西出口）閘口，井原鐵道一方與JR中間閘口引入可接受ICOCA的簡易自動閘機。
  - 9月1日 - 此站可以使用IC卡「ICOCA」。
- 2010年（平成22年）2月1日 - 總社市東出口廣場發展項目完成。東出口落成啟用。設置井原鐵道跨線橋和東西公眾通道，額外增設閘外升降機，JR中間閘口簡易型自動閘機。

## 車站構造
本站是地面車站，設有2面3線的單式和島式月台。在1面2線的島式月台中，北邊為JR線的1號與2號月台，南邊為井原鐵道線的1號與2號月台。由於該島式月台中間設有JR中間閘口與井原鐵道站房，因此實施上設有2面5線月台。
JR站房位於單式月台（3號月台，西出口）旁，單式月台與JR島式月台之間設有閘內跨線橋連接，而閘外設有跨線橋連接東出口、西出口和島式月台（非收費區，連接JR中間閘口與井原鐵道閘口）。
JR清音站是由倉敷站管理的業務委託車站，並委托JR西日本岡山MAINTEC負責車站業務，站内可以使用ICOCA與其互相可以使用的IC卡。井原鐵道的清音站同樣為業務委託車站，在2014年3月以前設有流動型乘車發票機，以發售乘車票和入場票。2014年4月，隨著提升消費稅，以及調整車費之際，已印刷的常備票、補充票將不能使用，入場票一度暫停發售。
在2016年7月，井原鐵道車站開始使用連接發票機的平板電腦式終端機，開始使用新裝置發售乘車票和入場票，並不再發售常備票（與矢掛站、井原站、神邊站同様。仍然設有補充票）。井原鐵道線和JR伯備線上行（岡山方向）方向可經JR中間閘機同月台轉乘。井原鐵道線和JR伯備線下行（高梁方向）的轉乘中，需經過跨線橋，前往JR單式月台。此站當初只有西邊出入口，2010年2月在車站南邊井原鐵道跨線橋東邊延伸，並新設東出口。

### 月台
| 月台     | 路線                   | 上下行                 | 方向                   | 備註               |
| JR       | JR                     | JR                     | JR                     | JR                 |
| -------- | ---------------------- | ---------------------- | ---------------------- | ------------------ |
| 1        | 伯備線                 | 上行                   | 倉敷、岡山方向         |                    |
| 2        | （井原線列車通過使用） | （井原線列車通過使用） | （井原線列車通過使用） |                    |
| 3        | 伯備線                 | 下行                   | 新見、米子方向         |                    |
| 井原鐵道 |                        |                        |                        |                    |
| 1        | ■井原線                | 下行                   | 井原、神邊方向         | 進行列車交會時使用 |
| 2        | ■井原線                | 上行                   | 前往總社               |                    |
| 2        | ■井原線                | 下行                   | 井原、神邊方向         | 通常使用此月台     |

JR與井原鐵道的月台編號是使用同一號碼。因此在島式月台中設有JR的1、2號月台與井原鐵道的1、2號月台。
原本車站大樓旁的月台為1號月台（上行月台），在2019年3月16日時間表修正後，改變為下行月台為1號月台
原則上，JR伯備線下行列車使用3號月台，井原鐵道井原線上下行列車使用2號月台，JR伯備線上行列車使用1號月台。從前，在此站待避特急的JR線列車使用2號月台。在2009年（平成21年）10月時間表修正後，此站沒有待避列車。2號月台只用作井原鐵道井原線列車使用。另外，在兩列井原鐵道井原線列車交會時，下行列車使用1號月台，上行列車使用2號月台。
關於進站音樂，JR所有月台使用「汽車」，井原鐵道線月台使用該公司原始音樂（在井原鐵道全站共用）。

## 使用狀況
以下為近年1日平均乘車人次列表：
| 年度 | 1日平均乘車人次 | 1日平均乘車人次 |
| 年度 | JR西日本        | 井原鐵道        |
| ---- | --------------- | --------------- |
| 1999 | 1,850           |                 |
| 2000 | 1,840           |                 |
| 2001 | 1,787           |                 |
| 2002 | 1,714           |                 |
| 2003 | 1,739           | 661             |
| 2004 | 1,731           | 594             |
| 2005 | 1,708           |                 |
| 2006 | 1,698           | 582             |
| 2007 | 1,692           |                 |
| 2008 | 1,688           | 604             |
| 2009 | 1,724           |                 |
| 2010 | 1,709           | 530             |
| 2011 | 1,739           |                 |
| 2012 | 1,793           |                 |
| 2013 | 1,858           | 641             |
| 2014 | 1,869           |                 |
| 2015 | 2,012           |                 |
| 2016 | 1,995           |                 |
| 2017 | 1,974           |                 |

## 車站周邊
- 國道486號（日语：国道486号）
- 岡山縣道24號倉敷清音線（日语：岡山県道24号倉敷清音線）
- 岡山縣道189號清音停車場線（日语：岡山県道189号清音停車場線）
- 岡山縣道270號清音真金線（日语：岡山県道270号清音真金線）
- 總社市清音出張所
- 總社警署清音駐在所
- 川邊橋

## 巴士路線
現時沒有巴士駛入此站。
曾經設有以下巴士路線駛入此站：
- 中國JR巴士 - 前往大阪站、USJ（吉備特快大阪號（日语：吉備エクスプレス大阪号）） 
  - 只有中國JR巴士班次曾經駛入此站，隨著運行區間縮短，於2009年9月30日不再駛入此站。
- 井笠鐵道（日语：井笠鉄道） - 前往倉敷站北出口，前往備中箭田、矢掛
  - 隨著井笠鐵道巴士業務結業，於2012年10月31日取消路線。

## 相鄰車站
西日本旅客鐵道
 伯備線
倉敷（JR-V05）－清音（JR-V06）－總社（JR-V07）
井原鐵道
■井原線
總社－清音－川邊宿
- 此站至總社站之間的井原鐵道井原線為第2種鐵道事業區間。

## 注腳
1. 1 2  . 鐵道雜誌 (鐵道雜誌社). 1999-04, 33 (4): 70–74.
2. ↑  JR時間表1992年11月號、12月號
3. ↑  於2019年3月時間表修正後，在岡山分社的小冊子中記載新的月台安排。
4. ↑  岡山縣統計年報

## 外部連結
- 清音｜車站資訊：JR出門網 - 西日本旅客鐵道（日語）
- 清音站 – 井原鐵道 （页面存档备份，存于）（日語）